# Fausto Cercignani

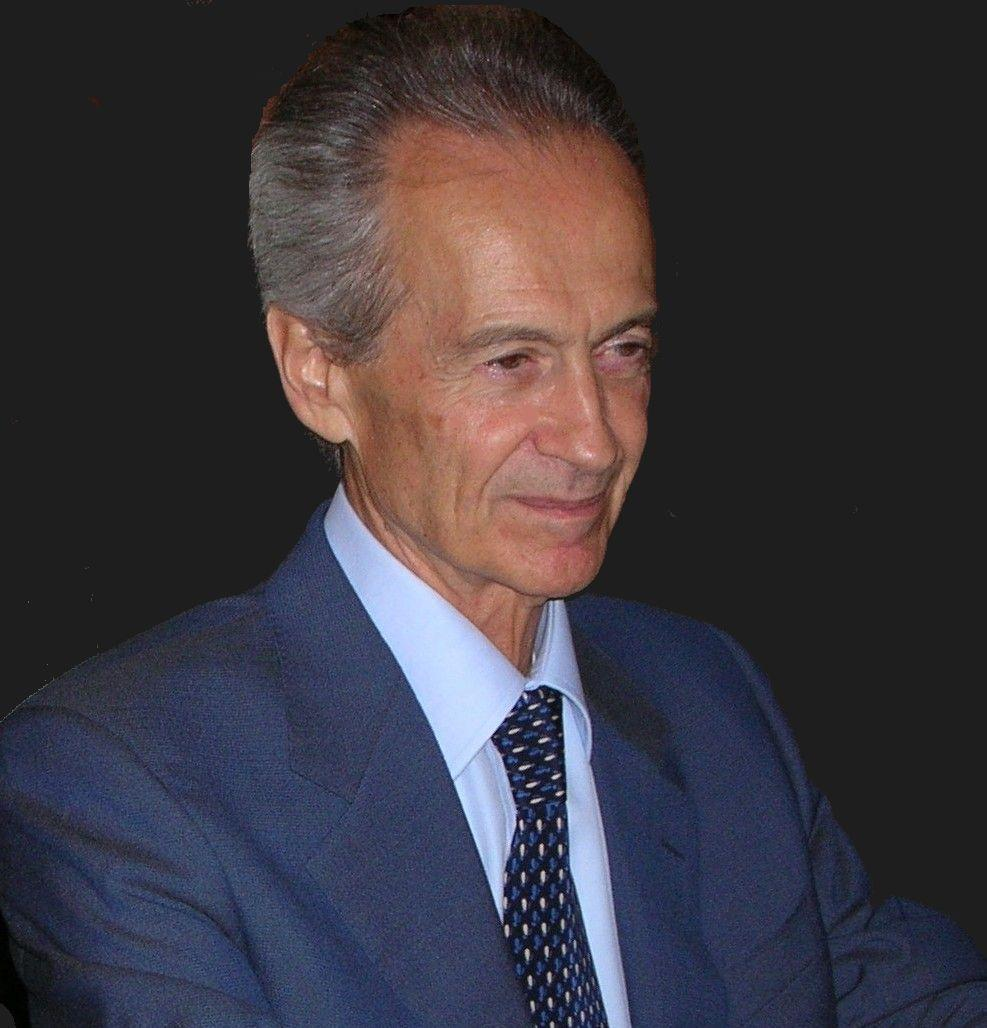
Fausto Cercignani, 2011.

Fausto Cercignani (phát âm tiếng Ý: [ˈfausto tʃertʃiɲˈɲani]; sinh ngày 21 tháng 3 năm 1941) là một học giả, nhà tiểu luận và nhà thơ người Ý.

## Hoạt động
Fausto Cercignani đã tham gia giảng dạy Triết học Đức và Lịch sử Ngôn ngữ Anh tại nhiều trường đại học ở Ý. Trong lĩnh vực nghiên cứu tiếng Anh, ông nổi tiếng với các công trình nghiên cứu về William Shakespeare. Tác phẩm chính của ông về chủ đề này là Shakespeare's Works and Elizabethan Pronunciation, Oxford, University Press (Clarendon Press), 1981.
Phê bình văn học của ông liên quan đến các tác giả nổi tiếng khác nhau như: Jens Peter Jacobsen, Georg Trakl, Georg Büchner, Arthur Schnitzler, Wolfgang Goethe, Gotthold Ephraim Lessing, Wilhelm Heinrich Wackenroder, Hugo von Hofmannsthal, Rainer Maria Rilke, Alban Berg, E.T.A. Hoffmann, Robert Musil, Novalis, Joseph Roth, Richard Beer-Hofmann, Karl Kraus, Franz Kafka, Thomas Mann, August Stramm, Gerhart Hauptmann, Reinhard Jirgl, Friedrich Schiller, Karl Krolow, Christa Wolf. 
Trong lĩnh vực nghiên cứu ngôn ngữ học, ông đã điều tra nhóm ngôn ngữ Đức theo quan điểm cá nhân, và đặc biệt là Ngữ tộc German, Tiếng Goth, Tiếng Anh và Tiếng Đức.
Fausto Cercignani là tổng biên tập của tạp chí văn học quốc tế “Studia austriaca” (e-ISSN 2385-2925, p-ISSN 1593-2508) và “Studia theodisca” (e-ISSN 2385-2917, p 2478).

## Nhà thơ
Thơ của 
Cercignani được xuất bản trong bảy tập sách và hiện được tập hợp trong tập Scritture. Poesie edite e inedite, Torino 2015. Fausto Cercignani cũng đã thử nghiệm việc tự dịch các bài thơ của mình.

## Tác phẩm tiêu biểu

### Tiếng Anh
- Shakespeare's Works and Elizabethan Pronunciation, Oxford, University Press (Clarendon Press), 1981.[8]
- English Rhymes and Pronunciation in the Mid-Seventeenth Century, in "English Studies", 56/6, 1975, 513-518.[9]
- The Development of */k/ and */sk/ in Old English, in "Journal of English and Germanic Philology", 82/3, 1983, 313-323.[10]

### Tiếng Đức
- The Consonants of German: Synchrony and Diachrony , Milano, Cisalpino, 1979.[11]
- The Development of the Gothic Short/Lax Subsystem, in "Zeitschrift für vergleichende Sprachforschung", 93/2, 1979, 272-278.[12]
- Early «Umlaut» Phenomena in the Germanic Languages, in "Language", 56/1, 1980, 126-136.[13]
- Zum Hochdeutschen Konsonantismus. Phonologische Analyse und phonologischer Wandel, in "Beiträge zur Geschichte der deutschen Sprache und Literatur", 105/1, 1983, 1-13.[14]
- The Elaboration of the Gothic Alphabet and Orthography, in "Indogermanische Forschungen", 93, 1988, 168-185.[15]
- Saggi linguistici e filologici. Germanico, gotico, inglese e tedesco, Alessandria, 1992.[16]

### Phê bình văn học

#### Sách
- F. Cercignani - M. Giordano Lokrantz, In Danimarca e oltre. Per il centenario di Jens Peter Jacobsen, Milano, 1987.[17]
- F. Cercignani, Existenz und Heldentum bei Christa Wolf. «Der geteilte Himmel» und «Kassandra», Würzburg, Königshausen & Neumann, 1988.[18]
- F. Cercignani, Studia trakliana. Georg Trakl 1887-1987, Milano, 1989.[19]
- F. Cercignani, Studia büchneriana. Georg Büchner 1988, Milano, 1990.[20]
- F. Cercignani, Studia schnitzleriana, Alessandria, 1991.[21]
- F. Cercignani, Novalis, Milano, 2002.[22]

#### Tiểu luận
- Disperata speranza: la trama del «Niels Lyhne», in F. Cercignani - M. Giordano Lokrantz, In Danimarca e oltre. Per il centenario di Jens Peter Jacobsen, Milano, 1987, 95-128.[23]
- Dunkel, Grün und Paradies. Karl Krolows lyrische Anfänge in «Hochgelobtes gutes Leben», in "Germanisch-Romanische Monatsschrift", 36/1, 1986, 59-78.[24]
- Zwischen irdischem Nichts und machtlosem Himmel. Karl Krolows «Gedichte» 1948: Enttäuschung und Verwirrung, in "Literaturwissenschaftliches Jahrbuch", 27, 1986, 197-217.[25]
- E. T. A. Hoffmann, Italien und die romantische Auffassung der Musik, in S. M. Moraldo (ed.), Das Land der Sehnsucht. E. T. A. Hoffmann und Italien, Heidelberg, Winter, 2002, 191-201.[26]

## Giải thưởng
Österreichisches Ehrenkreuz für Wissenschaft und Kunst I. Klasse - Milano, 1996.

## Chú giải
1. ↑  “CV of Fausto Cercignani”. Bản gốc lưu trữ ngày 29 tháng 5 năm 2020. Truy cập ngày 19 tháng 5 năm 2020.
2. ↑  Shakespeare's Name
3. ↑  Stanford Libraries.
4. ↑  “ErihPlus”. Bản gốc lưu trữ ngày 16 tháng 4 năm 2019. Truy cập ngày 7 tháng 6 năm 2019.
5. ↑  “ErihPlus”. Bản gốc lưu trữ ngày 16 tháng 4 năm 2019. Truy cập ngày 7 tháng 6 năm 2019.
6. ↑  Sebina OpenLibrary.
7. ↑  Xem, ví dụ, Examples of self-translation by F. Cercignani. Lưu trữ ngày 8 tháng 6 năm 2020 tại Wayback Machine
8. ↑  Stanford Libraries.
9. ↑  Taylor & Francis Online.
10. ↑  JSTOR.
11. ↑  University of Virginia Library.
12. ↑  WorldCat.
13. ↑  JSTOR.
14. ↑  “De Gruyter”. Bản gốc lưu trữ ngày 21 tháng 9 năm 2018. Truy cập ngày 7 tháng 6 năm 2019.
15. ↑  “De Gruyter”. Bản gốc lưu trữ ngày 16 tháng 8 năm 2019. Truy cập ngày 7 tháng 6 năm 2019.
16. ↑  “Germanic Studies, UNIMI” (PDF). Bản gốc (PDF) lưu trữ ngày 29 tháng 5 năm 2020. Truy cập ngày 19 tháng 5 năm 2020.
17. ↑  “Germanic Studies, UNIMI” (PDF). Bản gốc (PDF) lưu trữ ngày 29 tháng 5 năm 2020. Truy cập ngày 19 tháng 5 năm 2020.
18. ↑  WorldCat.
19. ↑  “Germanic Studies, UNIMI” (PDF). Bản gốc (PDF) lưu trữ ngày 29 tháng 5 năm 2020. Truy cập ngày 19 tháng 5 năm 2020.
20. ↑  “Germanic Studies, UNIMI” (PDF). Bản gốc (PDF) lưu trữ ngày 29 tháng 5 năm 2020. Truy cập ngày 19 tháng 5 năm 2020.
21. ↑  “Germanic Studies, UNIMI” (PDF). Bản gốc (PDF) lưu trữ ngày 29 tháng 5 năm 2020. Truy cập ngày 19 tháng 5 năm 2020.
22. ↑  Studia theodisca.
23. ↑  “Germanic Studies, UNIMI” (PDF). Bản gốc (PDF) lưu trữ ngày 29 tháng 5 năm 2020. Truy cập ngày 19 tháng 5 năm 2020.
24. ↑  GRM 36 (1986).
25. ↑  BDSL Online.
26. ↑  WorldCat.
27. ↑  Österreichisches Ehrenkreuz für Wissenschaft und Kunst I. Klasse, Wien, 1996.
28. ↑   Liste der Träger des Österreichischen Ehrenzeichens und der Österreichischen Ehrenkreuze für Wissenschaft und Kunst - Ehrenkreuz für Wissenschaft und Kunst I. Klasse (seit 1955): Fausto Cercignani (1996)